# كاري موليجان
كاري هانا موليجان (بالإنجليزية: Carey Mulligan) (ولدت 28 مايو 1985) هي ممثلة بريطانية، بدأت مسيرتها الفنية في 2005 بدور «كيتي بنيت» في كبرياء وتحامل. ظهرت في العديد من المسلسلات البريطانية مثل دكتور هو. في 2008 ظهرت لأول مرة على مسرح برودواي في مسرحية النورس لأنطون تشيخوف ونالت إعجاب النقاد.
في 2009، ازدادت شعبيتها على نطاق واسع لدورها في التعليم، الذي أكسبها ترشيح لجائزة الأوسكار لأفضل ممثلة والغولدن غلوب وجائزة نقابة ممثلي الشاشة، وربحت جائزة بافتا لأفضل ممثلة. منذ ذلك الحين ظهرت في العديد من الأفلام منها قيادة وغاتسبي العظيم وداخل لوين ديفيس وبعيدا عن الحشد الصاخب (2015) وسافرجت (2015). خلال 2018 شاركت في مسلسل الدراما القصير جانبية وفيلم حياة جامحة. في عام 2020 تلقت موليجان إشادة كبيرة من النقاد لدورها في فيلم الإثارة شابة واعدة كما حصلت على ثاني ترشيح لها لجائزة أوسكار أفضل ممثلة.
موليجان هي سفيرة جمعية الزهايمر الخيرية منذ 2012 وسفيرة منظمة طفل الحرب الخيرية منذ 2014. هي متزوجة من المغني وكاتب الاغاني ماركوس مومفورد منذ عام 2012 ولديهم طفلين معاً.

## نشأتها
ولدت موليجان في وستمنستر، لندن، إنجلترا، لعائلة من الطبقة الوسطى. والدها، ستيفن، أصله من ليفربول، ووالدتها، نانو، من لاندايلو في شرق ويلز. جدها الأكبر هاجر من أيرلندا. لها شقيق أكبر، أوين، كابتن في الجيش البريطاني، خدم في العراق وأفغانستان. والدة موليجان هي أستاذة جامعية ووالدها مدير فندق. التقى والدايها عندما كانا يعملان في أحد الفنادق في العشرينات من عمرهم. عندما أصبحت في الثالثة من عمرها، انتقلت عائلتها للعيش في ألمانيا حيث عُينَ والدها كمدير فندق هناك. بينما كانت تعيش في ألمانيا، ارتادت مولجيان وأخوها مدرسة دوسلدورف الدولية. بعمر الثامنة، عادت هي وعائلتها للعيش في إنجلترا. في مرحلة مراهقة، تلقت تعليمها في مدرسة ولدنجهام في سري، إنجلترا.
اهتمامها بالتمثيل بدأ عند مشاهدتها لأخيها في إحدى مسرحيات المدرسة عندما كانت في السادسة. أثناء بروفات أخيها، طلبت موليجان من مدرسته السماح لها بأن تكون في المسرحية، فسمحوا لها الانضمام إلى الجوقة. عندما ألتحقت بمدرسة ولدنجهام. شاركت بقوة في المسرح، حيث كانت رئيسية قسم الدراما هناك ومؤدية في المسرحيات الدرامية والموسيقية، وشاركت في ورش عمل مع الطلاب الصغار، وساعدت في الإنتاج أيضاً. عندما كانت في السادسة عشر انضمت إلى طاقم إنتاج مسرحية هنري الخامس بطولة كينيث براناه. ادائه في المسرحية شجعها وعزز إيمانها برغبة ممارسة مهنة التمثيل، كتبت رسالة له تطلب فيها النصحية، قائلةً «أوضحت أن والدي لم يردني أن أعمل في مجال التمثيل، لكنني أشعر بأنها مهنتي في الحياة،». ردت أخت كينيث عليها برسالة قائلة، «كينيث يقول إن كنت تشعرين برغبة قوية لأن تصبحي ممثلة، فيجب أن تصبحي ممثلة.»
عارضَ والدا موليجان طموحتها في التمثيل وتمنيا أن ترتاد ابنتهما الجامعة كحال أخوها. بعمر السابعة عشر، قدمت موليجان طلب ألتحاق إلى ثلاث مدارس دراما في لندن، بدلا من الجامعات التي كان من المتوقع أن تقدم عليها، لكنها لم تتلق ردا. خلال عامها الأخير في مدرسة ولدنجهام، ألقى الممثل والسيناريست جوليان فيلوز محاضرة في مدرستها حول إنتاج فيلم منتزه جوسفورد. بعد المحاضرة تكلمت موليجان مع فيلوز وطلبت منه المشورة بشأن مهنة التمثيل. غير أن فيلوز نصحها بالعدول عن المهنة، واقترح أن «تتزوج من محام» بدلاً من ذلك. لاحقاً، أرسلت مولجيان رسالة إلى فيلوز ذكرت فيها أنها جادة بشأن التمثيل وأن المهنة هي غرضها في الحياة. بعد عدة أسابيع، قامت إيما، زوجة فيلوز، بدعوت موليجان إلى عشاء للشباب والممثلين الطموحين الذي كانت هي وزوجها يقيمونه لتقديم المشورة. ساهم حدث العشاء في تقديم موليجان إلى مساعد المسؤول عن اختيار الممثلين الذي أعطاها تجربة أداء لأحد الأدوار في فيلم كبرياء وتحامل. خضعت موليجان للتجربة في ثلاث مناسبات وفي نهاية المطاف حصلت على دور كيتي بينيت. خلال أواخر سن المراهقة وأوائل العشرينات، عملت موليجان كنادلة في حانة وساعية مأموريات لاستوديوهات إيلينغ في ما بين وظائف التمثيل.

## مسيرتها المهنية
في 2004، في سن الـ 19، بدأت موليجان مسيرة التمثيل كمحترفة في مسرحية أربعون غمسة على مسرح رويال كورت في لندن. في السنة التالية بدأت مسيرتها السينمائية بدور كيتي بينيت في كبرياء وتحامل، وهو اقتباس من رواية جين أوستين التي تحمل نفس الاسم. لاحقاً في تلك السنة، جسدت دور اليتيمة إيدا كلير في مسلسل منزل كئيب، وهو اقتباس عن رواية بذات الاسم ل‌تشارلز ديكنز، وكان أول ظهور لها على شاشة التلفاز. من ضمن مشاريع سنة 2007 الفيلم التلفزيوني ولدي جاك، بطولة دانيال رادكليف، حيث ظهرت موليجان بدور مساعد. لعب موليجان الدور الرئيسي في الحلقة العاشرة من الموسم الثالث من مسلسل دكتور هو، وأنهت سنة 2007 بالظهور في مسرحية النورس. دايلي تيليغراف مدحت ادائها وقالت عنه «يشع بشكل غير عادي». بينما كانت في منتصف الإنتاج للمسرحية، أجريت لها عملية استئصال الزائدة الدودية، منعتها من التمثيل لمدة أسبوع. لدورها في المسرحية رشحت لجائزة مكتب الدراما، لكنها خسرت لصالح أنجيلا لانسبري.

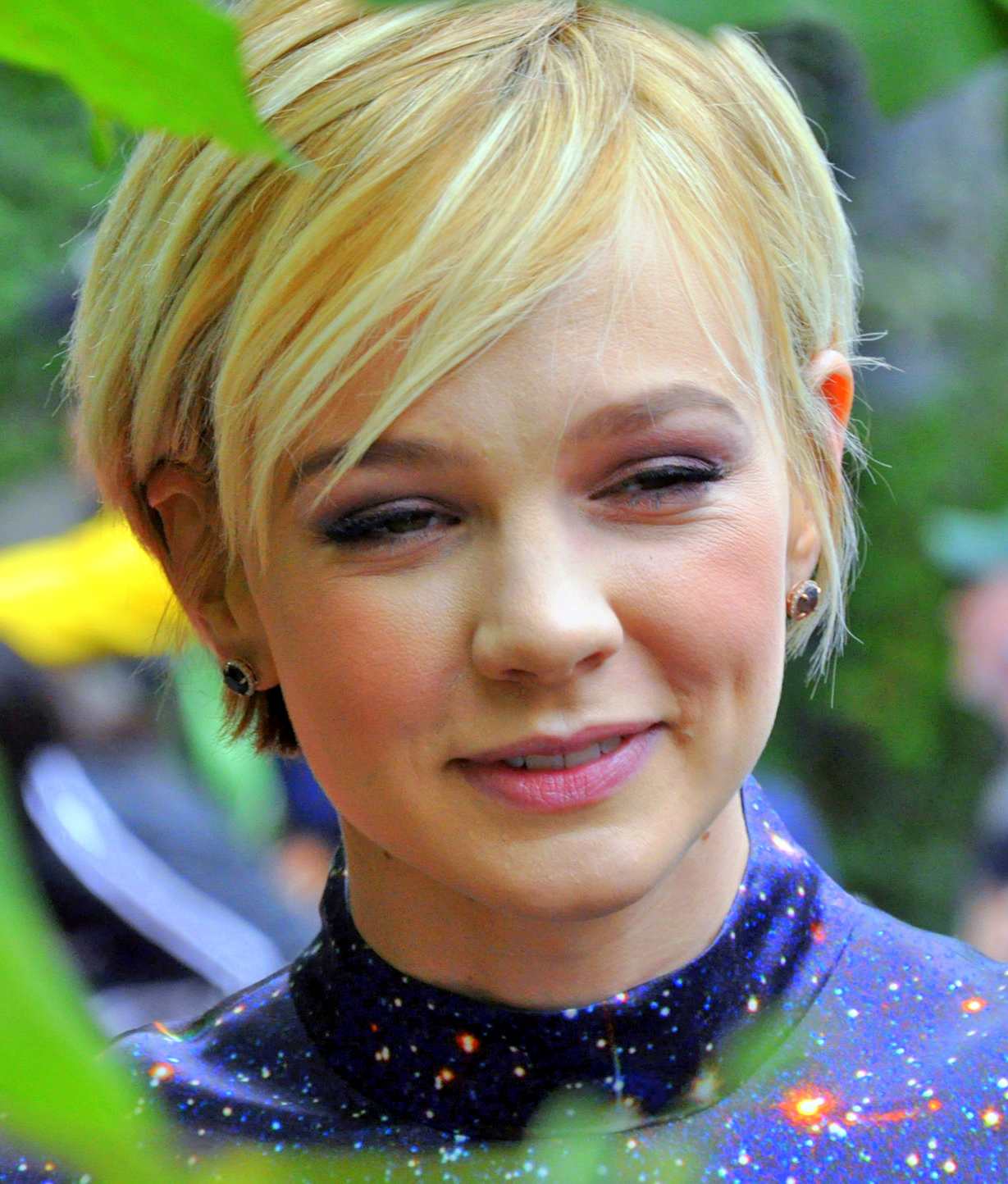
موليجان في مهرجان تورونتو السينمائي الدولي 2010

الدور الذي زاد من شهرتها جاء، في سن الـ 22، عندما أُختيرت لأول دور رئيسي سنة 2009 في الفيلم المستقل التعليم، من إخراج الدنماركية لون شيرفيغ (Lone Scherfig) وكتابة نيك هورنبي. أكثر من 100 ممثلة خضعن لتجربة أداء، لكن أداء موليجان أعجب المخرجة أكثر من غيرها. أداء موليجان في الفيلم تلقى مديحاً كبيراً من النقاد، ورشحت لجائزة أوسكار والغولدن غلوب وجائزة نقابة ممثلي الشاشة، وربحت جائزة بافتا. ليزا شوارزباوم من انترتينمنت ويكلي وتود مكارثي من مجلة فرايتي قارنا ادائها بأداء أودري هيبورن. بيتر ترافيرز من رولينغ ستون وصفها بأنها تمتلك «أداء حساس ونجومي» بينما كلوديا بويغ من يو إس إيه توداي شعرت أن أداء موليجان كان واحد من الأفضل في 2009. تلقت مولجيان في 2009 جائزة شوتينج ستارز (Shooting Stars Award) في مهرجان برلين السينمائي. وتلقت ترشيح لجائزة «بافتا» النجم الصاعد، والتي يتم التصويت عليها من قبل الجمهور البريطاني.
في 2010، شاركت في الفيلم المستقل الأعظم، حيث لعب دور فتاة حامل من شاب يحتضر، دورها في المشروع ساعده «بشكل ضخم»، كما قال المخرج. بعد أن انضمت إلى أكاديمية فنون وعلوم الصور المتحركة، تلقت جائزة الأفلام البريطانية المستقلة لدورها في لا تدعني أبداً. في نفس السنة شاركت أيضاً بفيلم وول ستريت: المال لا ينام أبداً للمخرج أوليفر ستون. عُرض الفيلم خارج المسابقة الرسمية لمهرجان كان في دورته الثالثة والستون.
عادت موليجان إلى خشبة المسرح في مسرحية من خلال زجاج مظلم، من 13 مايو - 3 يوليو 2011، حيث جسدت الشخصية المحورية فيها، امرأة غير مستقرة عقليا، لتحصد مديحاً من النقاد. بن برانتلي، الناقد المسرحي لنيويورك تايمز، كتب بأن أداء موليجان كان «تمثيلا على أعلى مستوى»؛ ووصفها أيضاً ب«الاستثنائية» و«واحدة من أروع الممثلات في جيلها.» في 2011 شاركت الممثل رايان غوسلينغ في بطولة فيلم الجريمة والإثارة الناجح قيادة، والذي كان من إخراج الدنماركي نيكولاس وايندنج ريفين. لأدائها في الفيلم، رشحت موليجان لثاني جائزة بافتا لها: أفضل ممثلة مساعدة. رشح قيادةلأربع جوائز بافتا، من ضمنها أفضل فيلم وأفضل مخرج. بدأت موليجان تصوير فيلم دراما الإدمان على الجنس عار للمخرج ستيف ماكوين بجانب مايكل فاسبندر في نيويورك بشهر يناير 2011. عرض قيادة لأول مرة في مهرجان كان السينمائي 2011 وعُرض عار في مهرجان تورونتو السينمائي الدولي 2011، حيث تلقى كلاهما إشادة واسعة من النقاد. عن دورها في عار، كَتب الناقد بيتر ترافيرز من مجلة رولينغ ستون، «موليجان رائعة بكل طريقة.»
جسدت دور ديزي بوكانان أمام ليوناردو دي كابريو في غاتسبي العظيم، الذي صدر في مايو 2013. موليجان تقدمت للحصول على دور ديزي بوكانان في خريف 2010.
في 2013 شاركت في داخل لوين ديفيس للمخرجين جويل كوين وإيثان كوين، الفيلم ترشح لجائزتي أوسكار: أفضل تصوير سينمائي وأفضل خلط للأصوات. شاركت موليجان في يونيو 2014 بمسرحة ضوء السماء مع بيل ناي وماثيو بيرد، من إخراج ستيفن دالدري، في مسرح ويندهام بغرب لندن. المسرحية تم نقلها على الهواء مباشرة لجمهور السينما في 17 يوليو 2014.
في 2015 شاركت موليجان في فيلمين تلقيا إشادة نقدية.الأول كان الاقتباس السينمائي الجديد لرواية توماس هاردي بعيدا عن صخب الناس للمخرج توماس فنتربيرغ، والثاني كان التاريخي سافرجت الذي يروي قصة حركة النسوية تطالب بالمساواة مع الرجل في بريطانيا آوائل القرن العشرين.
في 2017 شاركت في فيلم نتفليكس موحل من إخراج دي ريس. ثم في 2018 شاركت في أول أعمال بول دانو الإخراجية حياة جامحة رفقة جيك جيلنهال.

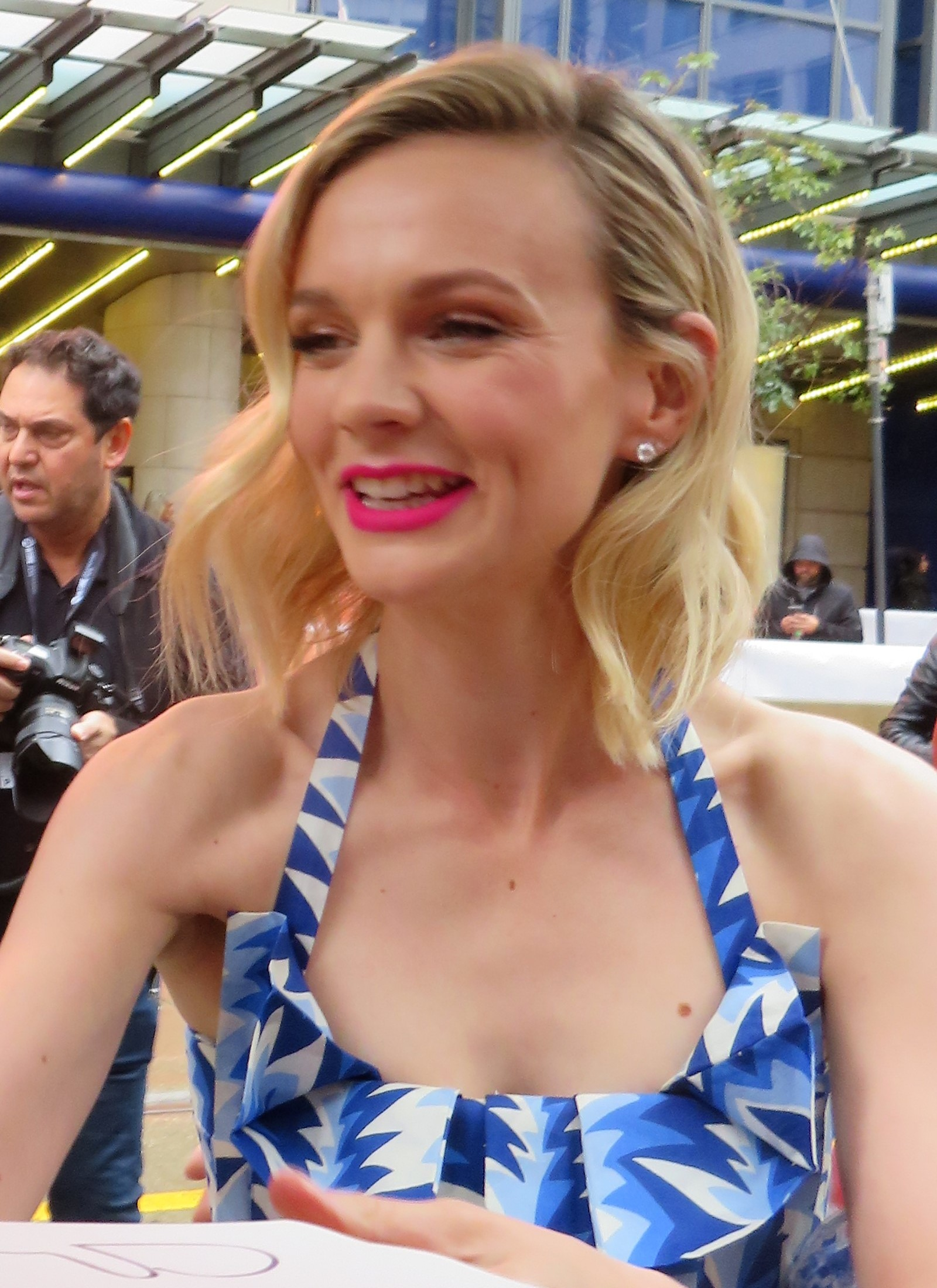
موليجان في مهرجان تورونتو السينمائي الدولي 2018

## الحياة الشخصية

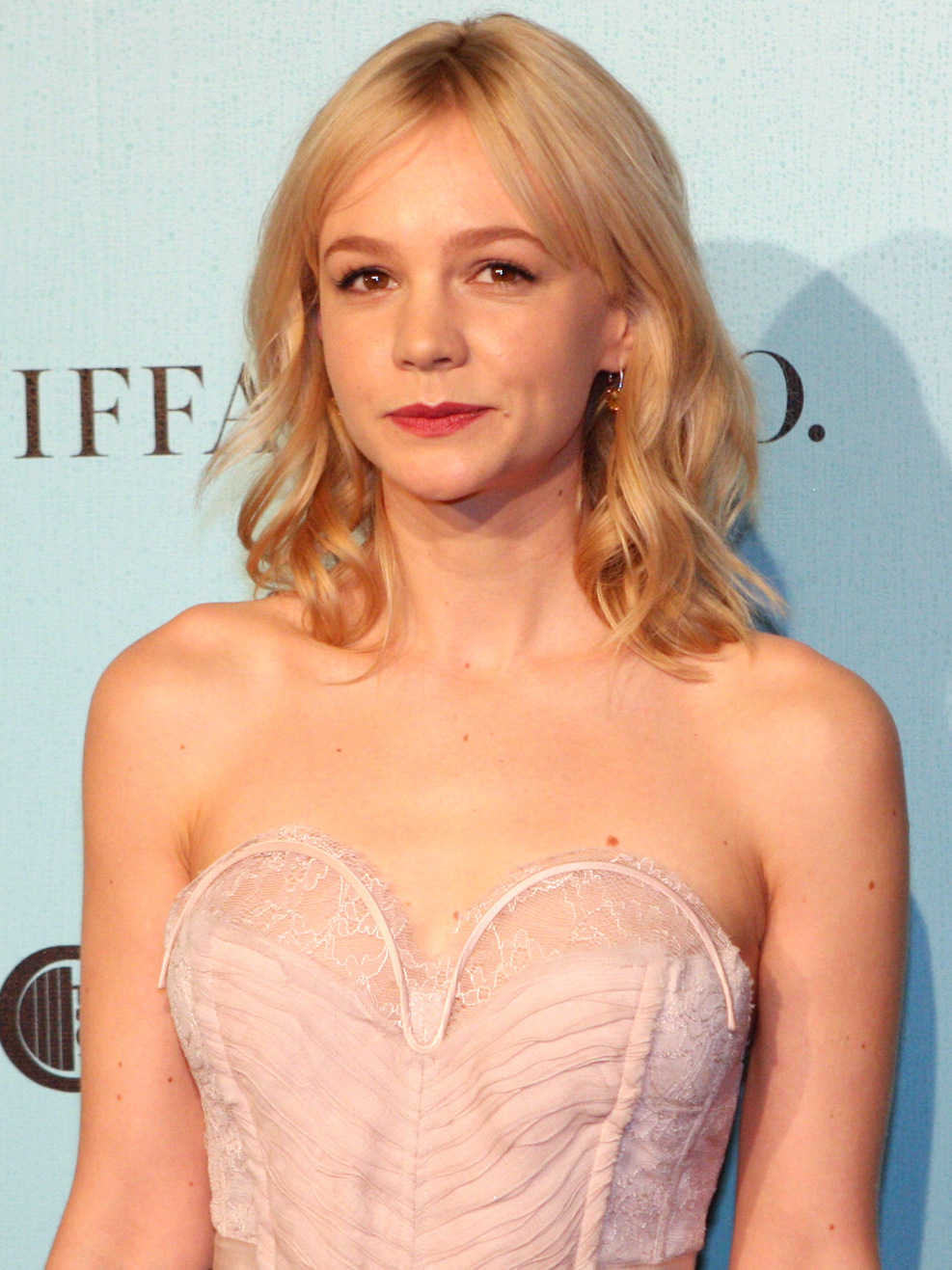
كاري موليجان في العرض الأول لفيلم The Great Gatsby في سيدني، أستراليا 2013.

موليجان متزوجة من ماركوس مومفورد، مغني فرقة مومفورد اند سونز. كان كلاهما زملاءً في المدرسة في مرحلة الطفولة. تزوجا في 21 أبريل، 2012، بعد عدة أسابيع من بدء إنتاج داخل لوين ديفيس، حيث كان الاثنان مشتركان فيه. لديهما أبنة، إيفلين غريس ممفورد، ولدت في سبتمبر 2015.

## العمل الخيري
في 2012، أصبحت موليجان سفيرة جمعية الزهايمر البريطانية، بهدف زيادة الوعي وتمويل البحوث لمرض الزهايمر والخرف. جدتها تعاني من مرض الزهايمر وأصبحت لا تستطيع التعرف على حفيدتها. شاركت موليجان مع ممثلات أخريات في مشروع لزيادة الوعي من الإتجار بالجنس. تبرعت بثوبها الذي إرتدته في حفل جوائز الأكاديمية البريطانية للأفلام 2010 إلى متجر خيري، والذي باعه لجمع أموال لمنظمة أوكسفام.
في 2014، أصبح كاري سفيرة نوايا حسنة للمنظمة الخيرية War Child، حيث زارت جمهورية الكونغو الديمقراطية في تلك السنة.

## قائمة أعمالها

### الفيلم والتلفزيون
| السنة | العنوان                        | بالإنكليزية                                     | الدور                       | ملاحظات |
| ----- | ------------------------------ | ----------------------------------------------- | --------------------------- | --- |
| 2005  | كبرياء وتحامل                  | Pride & Prejudic                                | كيتي بينيت                  | |
| 2005  | منزل كئيب                      | Bleak House                                     | إيدا كلير                   | مسلسل تلفزيوني قصير |
| 2006  | السيدة بريتشارد المذهلة        | The Amazing Mrs Pritchard                       | إميلي بريتشارد              | مسلسل تلفزيوني |
| 2006  | محاكمة وقصاص X: خطايا الأب     | Trial & Retribution X: Sins of the Father       | إميلي هاروغيت               | مسلسل تلفزيوني؛ حلقة:"Sins of the Father Part 1" & "Sins of the Father Part 2" |
| 2006  | أجاثا كريستي ماربل: سرُ سيتفورد | Agatha Christie's Marple: The Sittaford Mystery | فايلوت ويليت                | فيلم تلفزيوني |
| 2007  | ومتى آخر مرة رأيت والدك؟       | ?And When Did You Last See Your Father          | راتشيل                      | |
| 2007  | إيقاظ الموتى                   | Waking the Dead                                 | الأخت برديجد                | مسلسل تلفزيوني؛ حلقة:"Wren Boys Part 1" & "Wren Boys Part 2" |
| 2007  | دير نورث أنجر                  | Northanger Abbey                                | إيزابيلا ثورب               | فيلم تلفزيوني |
| 2007  | ولدي جاك                       | My Boy Jack                                     | إلسي كيبلينغ                | فيلم تلفزيوني |
| 2007  | دكتور هو                       | Doctor Who                                      | سالي سبارو                  | مسلسل تلفزيوني؛ حلقة:"Blink" |
| 2009  | الأعظم                         | The Greatest                                    | روز                         | |
| 2009  | إخوة                           | Brothers                                        | كاسي ويليس                  | |
| 2009  | أعداء الشعب                    | Public Enemies                                  | كارول                       | |
| 2009  | تعليم                          | An Education                                    | جيني                        | جائزة BAFTA لأفضل ممثلة في دور رئيسي جائزة السينما المستقلة البريطانية لأفضل ممثلة ترشحت — جائزة الأوسكار لأفضل ممثلة ترشحت — جائزة غولدن غلوب لأفضل ممثلة في فيلم دراما ترشحت — جائزة نقابة ممثلي الشاشة لأفضل ممثلة في دور رئيسي ترشحت — جائزة ستالايت لأفضل ممثلة في فيلم دراما |
| 2010  | لا تدعني أذهب أبداً             | Never Let Me Go                                 | كاثي ه                      | جائزة السينما المستقلة البريطانية لأفضل ممثلة ترشحت — جائزة زحل لأفضل ممثلة |
| 2010  | وول ستريت: المال لا ينام أبداً  | Wall Street: Money Never Sleeps                 | ويني جيكو                   | |
| 2011  | قيادة                          | Drive                                           | ايرين                       | ترشحت — جائزة BAFTA لأفضل ممثلة في دور مساعد |
| 2011  | عار                            | Shame                                           | سيسي سوليفان                | ترشحت — جائزة ستالايت لأفضل ممثلة مساعدة في فيلم ترشحت — جائزة السينما المستقلة البريطانية لأفضل ممثلة مساعدة |
| 2013  | غاتسبي العظيم                  | The Great Gatsby                                | ديزي بوكانان                | |
| 2013  | داخل لوين ديفيس                | Inside Llewyn Davis                             | جان بيركي                   | |
| 2013  | غنائم بابل                     | The Spoils of Babylon                           | سيدة آن يورك (صوت)          | مسلسل تلفزيوني قصير، حلقتين |
| 2015  | بعيدا عن الحشد الصاخب          | Far from the Madding Crowd                      | باثشيبا إيفردن              | |
| 2015  | سافرجت                         | Suffragette                                     | ماد                         | |
| 2017  | مدباوند                        | Mudbound                                        | لورا ماكالان                | |
| 2018  | حياة جامحة                     | Wildlife                                        | جانيت برينسون               | |
| 2018  | جانبي                          | Collateral                                      | المحققة كيب غلاسبي          | مسلسل تلفزيوني قصير، أربعة حلقات |
| 2020  | شابة واعدة                     | Promising Young Woman                           | كاساندرا "كاسي" توماس       | |
| 2020  | أنشودة عيد الميلاد             | A Christmas Carol                               | بيلي                        | |
| 2021  | الحفر                          | The Dig                                         | إديث بريتي                  | |
| 2022  | هي قالت                        | She Said                                        | ميغان توي                   | |
| 2023  | رجل الفضاء                     | Spaceman                                        | لينكا                       | لم يصدر بعد |
| 2023  | مايسترو                        | Maestro                                         | فيليسيا مونتيليجري برنشتاين | لم يصدر بعد |
| 2023  | وايلدوود                       | Wildwood                                        | اداء صوتي                   | لم يصدر بعد |
| 2024  | سولتبورن                       | Saltburn                                        | باميلا                      | في مرحلة بعد الانتاج |

### المسرح
| السنة     | العنوان           | بالإنكليزية            | الدور      | ملاحظات |
| --------- | ----------------- | ---------------------- | ---------- | --- |
| 2004      | أربعون غمزة       | Forty Winks            | هيرميا     | مسرح البلاط الملكي |
| 2005-2006 | المراقي           | The Hypochondriac      | ديزي       | مسرح ألميدا |
| 2007      | النورس            | The Seagull            | نينا       | مسرح البلاط الملكي |
| 2008      | النورس            | The Seagull            | نينا       | برودواي ترشحت — جائزة مكتب الدراما لأفضل ممثلة مميزة في مسرحية                                                            |
| 2011      | من خلال زجاج مظلم | Through a Glass Darkly | كارين      | ترشحت — جائزة مكتب الدراما لأفضل ممثلة مميزة في مسرحية                                                                    |
| 2014      | ضوء السماء        | Skylight               | كيرا هوليس | مسرح ويندهام |
| 2015      | ضوء السماء        | Skylight               | كيرا هوليس | برودواي مسرح غولدن ترشحت — جائزة مكتب الدراما لأفضل ممثلة مميزة في مسرحية ترشحت — جائزة توني لأفضل ممثلة رئيسية في مسرحية |
| 2018      | فتيات وفتيان      | Girls & Boys           | مؤدية      | |

### ديسكوغرافيا
| السنة | العنوان                              | ملاحظات                                                                            |
| ----- | ------------------------------------ | ---------------------------------------------------------------------------------- |
| 2010  | بيل وسبستيان يكتبان عن الحب          | شاركت بأداء إحدى أغاني الألبوم والتي تحمل عنوان "كتابة عن الحب" (Write About Love) |
| 2013  | داخل لوين ديفيس (الموسيقى التصويرية) | أدت أغنية "خمسة مئة ميل" (Five Hundred Miles) مع جستين تيمبرلك وستارك ساندز        |
| 2015  | بعيدا عن الحشد الصاخب                | أدت أغنية "لا تدعي رجلا يسرق وقتك" (Let No Man Steal Your Thyme) مع مايكل شين      |

## الترشيحات والجوائز
تلقت كاري مولجيان منذ بداية مسيرتها وحتى الآن 29 جائزة منها جائزة بافتا لأفضل ممثلة رئيسية عن  التعليم إضافة إلى جائزة أفضل أداء من قبل ممثلة في فيلم بريطاني مستقل عن فيلم لا تدعني أبداً.

## وصلات خارجية
- كاري موليجان على موقع IMDb (الإنجليزية)
- كاري موليجان على موقع ميتاكريتيك (الإنجليزية)
- كاري موليجان على موقع الموسوعة البريطانية (الإنجليزية)
- كاري موليجان على موقع روتن توميتوز (الإنجليزية)
- كاري موليجان على موقع مونزينجر (الألمانية)
- كاري موليجان على موقع قاعدة بيانات الأفلام العربية
- كاري موليجان على موقع ألو سيني (الفرنسية)
- كاري موليجان على موقع ميوزك برينز (الإنجليزية)
- كاري موليجان على موقع تيرنر كلاسيك موفيز (الإنجليزية)
- كاري موليجان على موقع أول موفي (الإنجليزية)